# Orgel von St. Pankratius (Neuenfelde)

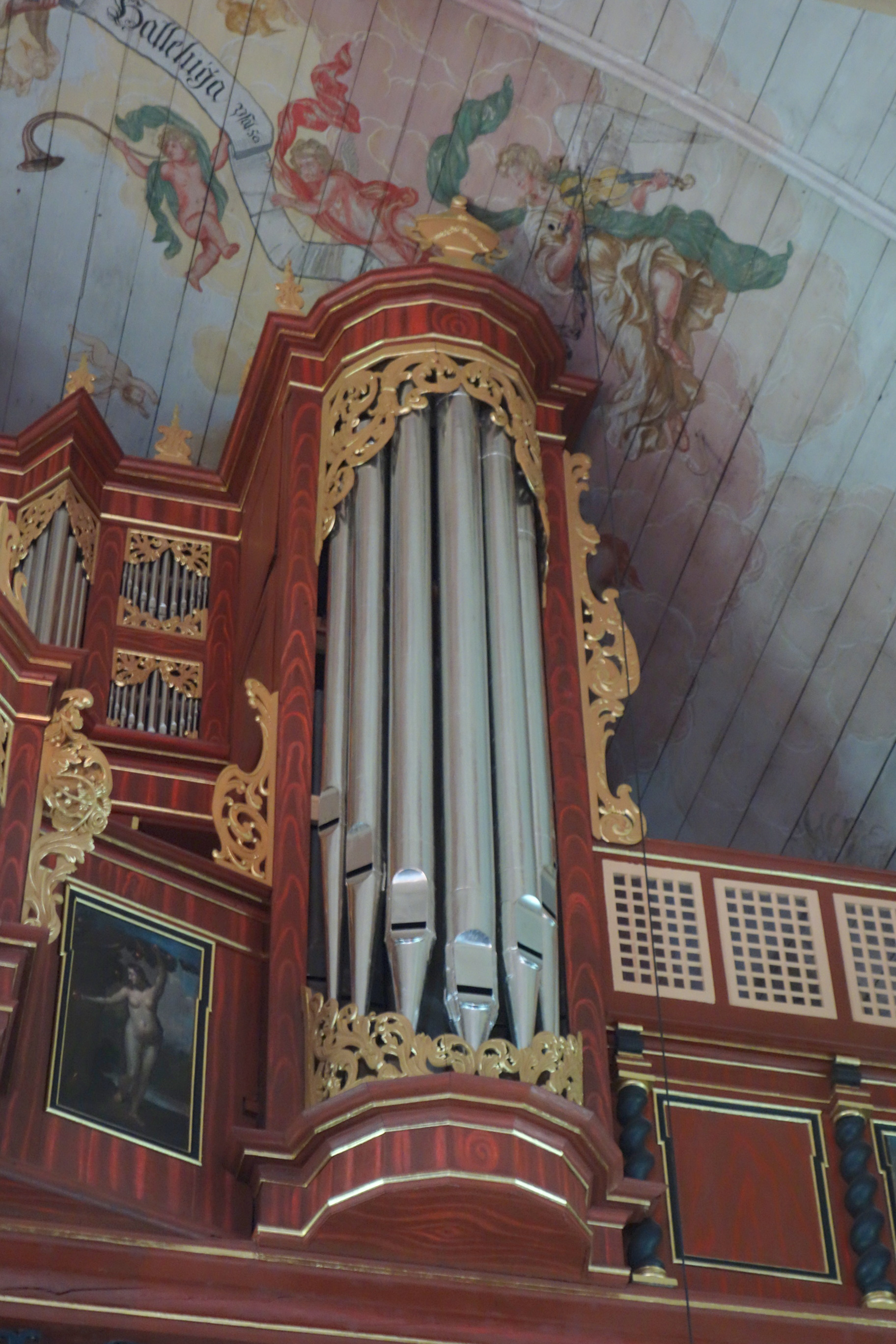
Rechter Pedalturm

Die Orgel von St. Pankratius in Hamburg-Neuenfelde wurde 1688 von Arp Schnitger erbaut und ist seine größte zweimanualige Orgel. Das Instrument verfügt über 34 Register, von denen etwa die Hälfte noch original erhalten ist. Der Ort Neuenfelde gehört zum Alten Land und wurde erst 1937 nach Hamburg eingemeindet.

## Baugeschichte
Schnitger war eng mit Neuenfelde verbunden. Hier lernte er seine erste Frau kennen, die er 1684 heiratete. 1693 erwarb er den Hof seines Schwiegervaters Hans Otte in Neuenfelde und unterhielt neben Hamburg eine weitere Orgelwerkstatt, den so genannten „Orgelbauerhof“. Frühestens ab 1705 bis zu seinem Tode im Jahr 1719 wohnte er in Neuenfelde, erbaute in St. Pankratius seinen Kirchenstuhl und wurde auch hier im Erbbegräbnis beigesetzt.

### Neubau durch Schnitger 1688
Als 1682 die Kirche neu errichtet wurde, lagerte Schnitger die alte Orgel aus und stellte sie im neuen Gotteshaus auf. Erst 1672–1673 hatte Hans Christoph Fritzsche eine neue Orgel mit 14 Registern gebaut, die nach Fritzsches Tod 1674 um ein selbstständiges Pedal erweitert werden sollte. Anscheinend erwies sich das Instrument aber für den neuen Raum als zu klein und unpassend, sodass Schnitger 1683 den Auftrag für einen Orgelneubau erhielt. Aufgrund weiterer Innenarbeiten in der Kirche (unter anderem Deckenmalereien) konnte Schnitger erst 1688 mit dem Bau beginnen und stellte in 21 Wochen die neue Orgel auf einer fast sieben Meter hohen Westempore fertig. Die alte Fritzsche-Orgel überführte er in die Stader Pankratiuskirche und erweiterte sie dort um Pedaltürme.
Das Neuenfelder Werk ist Schnitgers größte zweimanualige Orgel. Der Prospekt von Hauptwerk und Rückpositiv ist fünfachsig mit einem überhöhten polygonalen Mittelturm und seitlichen Spitztürmen. Zweigeschossige Flachfelder, die im Hauptwerk durch Kämpferleisten getrennt sind, vermitteln zwischen den Türmen. Die Pfeifen in den oberen Flachfeldern sind stumm. Insgesamt stehen 204 originale Pfeifen mit einem Zinnanteil von etwa 23 % im Prospekt. An das Hauptwerkgehäuse schließt sich an beiden Seiten ein weiteres zweigeschossiges Flachfeld mit stummen Pfeifen an, das die seitlichen Pedaltürme in den Emporenbrüstungen mit dem Manualgehäuse verbindet. Die oberen und unteren Kranzgesimse sind profiliert und haben einen Fries. Die Pfeifenfelder weisen oben und unten durchbrochenes Schnitzwerk aus Akanthusblatt mit Voluten auf. Die Blindflügel sind relativ schmal.

### Spätere Arbeiten
1750 erfolgte durch Jakob Albrecht (Lamstedt) eine kleine Veränderung der Disposition. Albrecht entfernte Schnitgers Trichterregal im Rückpositiv und platzierte an dessen Stelle das Krummhorn aus dem Hauptwerk. Georg Wilhelm Wilhelmy hatte Ende des 18. und Anfang des 19. Jahrhunderts das Instrument in Pflege. Er ersetzte die Klaviaturen und die beiden Zimbelsterne, baute eine Schiebekoppel ein und schuf die bekrönenden Urnen auf dem Gehäuse.
Wesentlich eingreifender waren die Umbauten durch die Familie Röver (Stade) im 19. Jahrhundert. Johann Hinrich Röver legte 1867 das Rückpositiv still und integrierte in einem neuen Hinterwerk zwei oder drei Flötenstimmen von Schnitger. Immerhin blieb die Schnitgersche Windlade erhalten. Carl Johann Heinrich Röver ersetzte 1886 mindestens fünf Schnitger-Register (Mixturen und Zungenstimmen).

### Restaurierungen

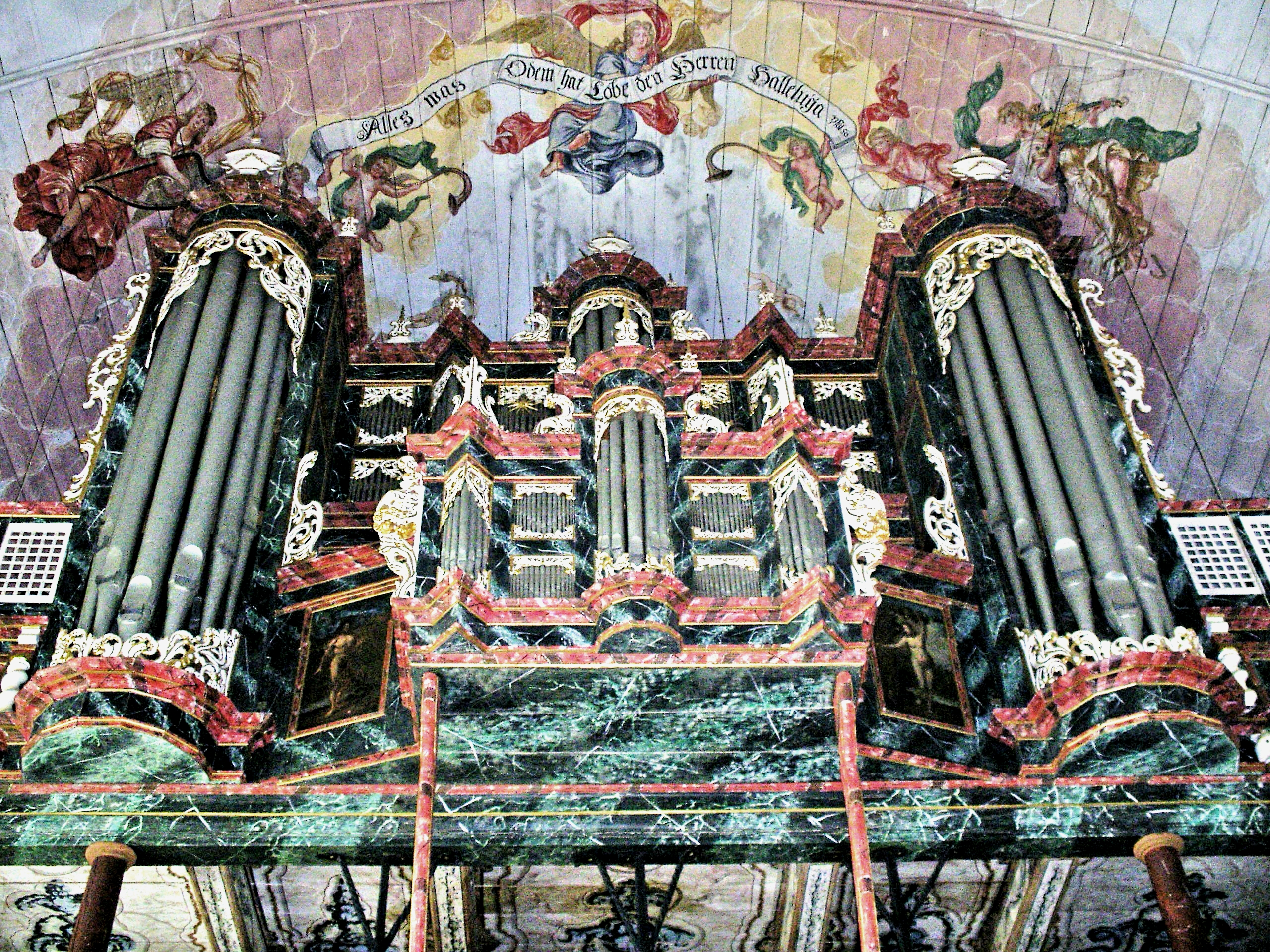
Farbliche Fassung von 1956 bis 2016

Das Instrument übte einen großen Einfluss auf die junge Orgelbewegung aus und wurde in mehreren Abschnitten restauriert. 1926 setzten Hans Henny Jahnn und Karl Kemper das Rückpositiv wieder instand, wobei Kemper fehlende Schnitger-Register überwiegend durch Lagerbestände ersetzte. Darunter sollen sich angeblich drei Register aus der Scherer-Schule befunden haben, die nach den Forschungen von Gustav Fock aus der abgetragenen Orgel der Aegidienkirche (Lübeck) von  Hans Scherer dem Jüngeren (1624/1625) stammen sollen. Die Forschungen von Kristian Wegscheider im Rahmen der 2017 abgeschlossenen Restaurierung ergaben, dass nur einzelne Pfeifen von Scherer stammen, der größte Teil aber von Johann Friedrich Schulze übernommen wurde.
1938 fertigte der Orgelbauer Paul Ott (Göttingen) alle hohen Mixturen und Zungenstimmen neu an und reduzierte auf diese Weise den Originalbestand noch weiter. Durch Rudolf von Beckerath Orgelbau (Hamburg) erfolgten 1950/1951 eine Renovierung des Windwerks, eine teilweise Erneuerung der Traktur und der Einbau einer neuen Vox humana.
Größere Restaurierungsarbeiten durch Ott fanden 1978 ihren Abschluss: Die Veränderungen an der Traktur wurden rückgängig gemacht, die Balganlage von Schnitger wieder reaktiviert und das Pfeifenwerk bei erniedrigtem Winddruck neu intoniert. Dennoch fiel die Uneinheitlichkeit einiger Register auf, was durch die späteren Ergänzungen und teils unsachgemäßen Restaurierungen bedingt war. Auch wurde das Klappern der Traktur als störend empfunden. Im Laufe der Jahre traten zudem verstärkt Intonationsprobleme auf.

### Restaurierung 2015–2017

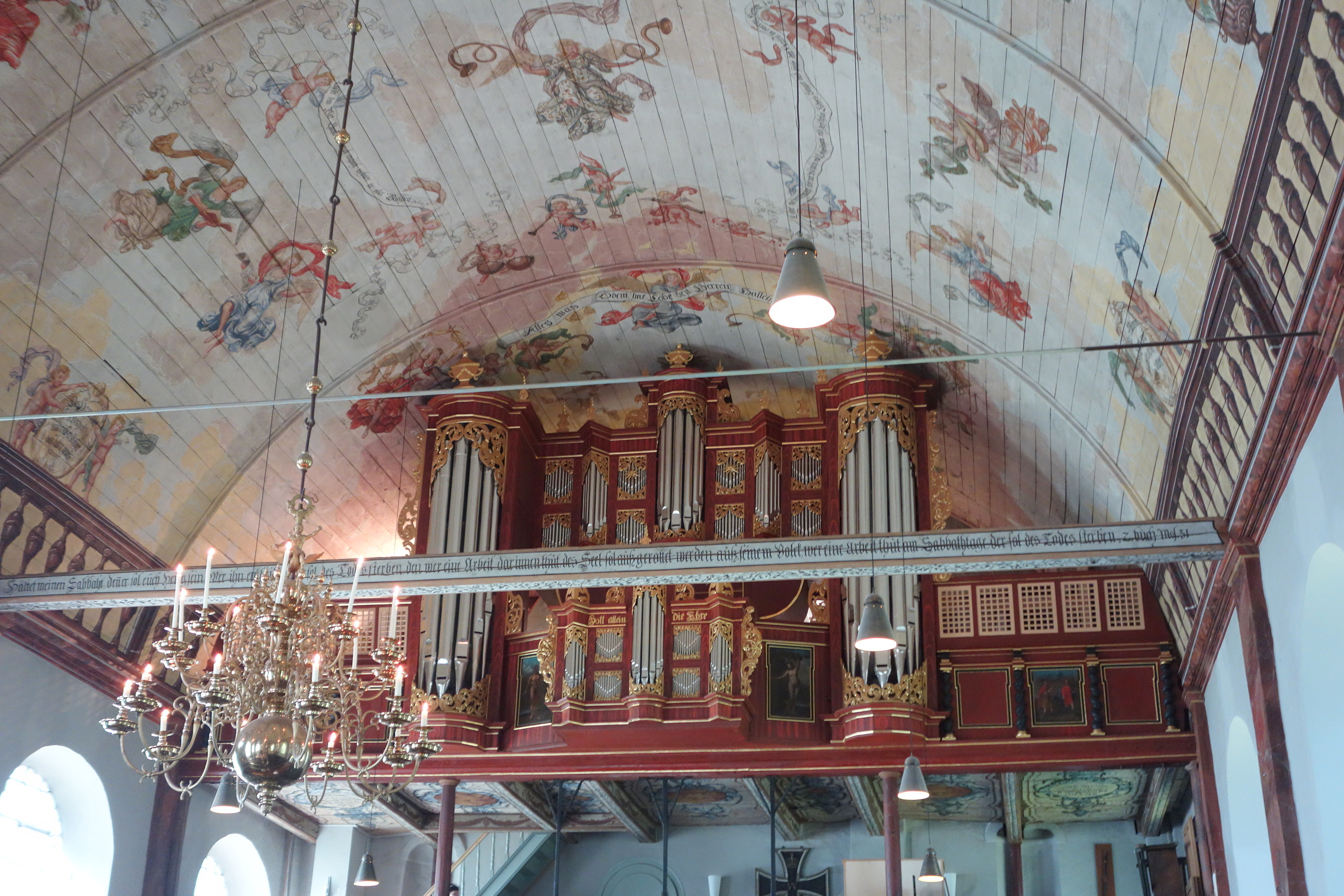
Orgel auf der Westempore

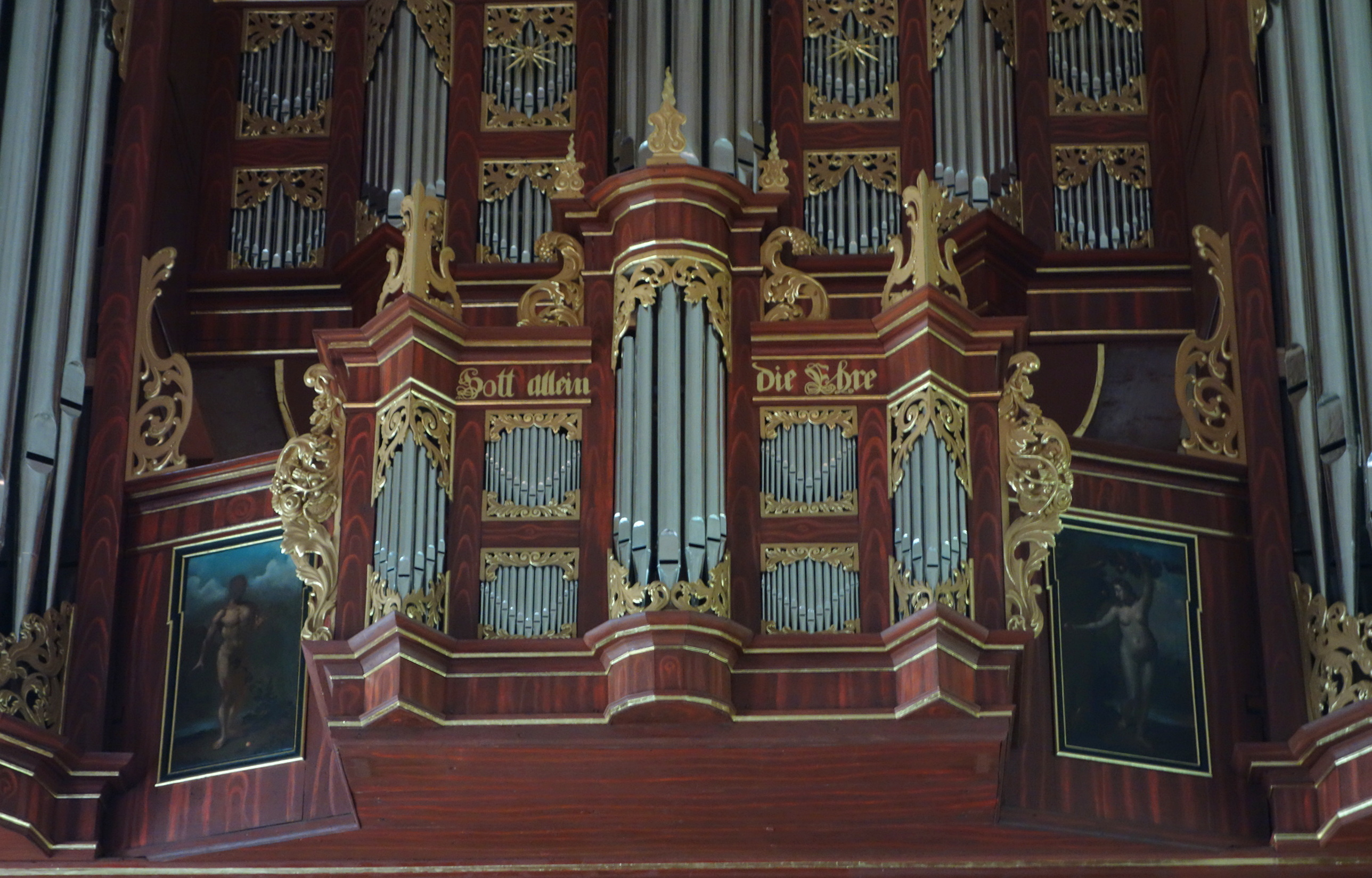
Vorkragendes Rückpositiv

Eine umfassende, nach strengen denkmalpflegerischen Grundsätzen und dem heutigen Kenntnisstand entsprechende Restaurierung wurde von 2015 bis 2017 durch die Orgelwerkstatt Wegscheider auf Initiative des Organisten Hilger Kespohl durchgeführt. Während dieser Zeit blieb das Gehäuse in der Kirche, wo es etwas gerichtet und stabilisiert wurde. Die Restaurierung des Orgelgehäuses sowie die Freilegung und Restaurierung der Farbfassung führte 2015–2017 das Restaurierungsatelier Wellmer Restaurierungen aus Himbergen-Groß Thondorf aus. Die Grundlage für das Restaurierungskonzept bildeten Untersuchungen von Wellmer aus dem Jahr 2010.
Bei der Untersuchung des Innenwerks zeigte sich, dass viele Teile der Traktur und etliche originale Pfeifen nicht mehr an ihrem ursprünglichen Platz standen und mehr originale Substanz erhalten war, als zunächst vermutet. Alle verlorenen und später ersetzten Pfeifen wurden rekonstruiert, vor allem die gemischten Stimmen und die Zungenstimmen, insgesamt 1301 Pfeifen. Die Windladen Schnitgers sind erhalten, ebenfalls die Trakturen des Oberwerks, während Wegscheider die Trakturen von Rückpositiv und Pedal rekonstruierte. Die Klaviaturen von Wilhelmy einschließlich seiner Schiebekoppel aus der Zeit um 1800 wurden übernommen. Winddruckversuche führten bei einem relativ hohen Winddruck von 84 mmWS zu den besten Ergebnissen. Die dreifache Zimbel ist eine Quartsext-Zimbel, wie sie Michael Praetorius in seiner Organographia (1619) beschreibt.
Aus Bundesmitteln wurde 2014 ein Zuschuss von 300.000 Euro für die gesamten Sanierungskosten von etwa 850.000 Euro bewilligt. Im Januar 2017 wurde anstelle der zuletzt sichtbaren grün-roten Marmorimitation eine Mahagoni-Fassung fertiggestellt. Die neu konzipierte, modifizierte mitteltönige Stimmung ist der Norder Stimmung der Orgel der Ludgerikirche in Norden vergleichbar und kommt ebenfalls ohne Wolfsquinte aus. Sie basiert in Neuenfelde auf sechs um 1⁄5-pythagoreisches Komma verringerten Quinten auf F, C, G, A, E und H. Die Quinte D-A und die vier übrigen Quinten sind rein, Dis-B ist um ein 1⁄5-Komma erweitert. Die Wiedereinweihung der Orgel fand am 12. Juni 2017 durch Bischöfin Kirsten Fehrs statt.

## Disposition seit 2017 (= 1688)
| I Rückpositiv CDEFGA–c3 |       |     |
| Principal               | 04′0  | S   |
| Gedact                  | 08′   | S/W |
| Quintadena              | 08′   | S/W |
| Plockfloit              | 04′   | S   |
| Quintfloit              | 03′   | S/W |
| Octav                   | 02′   | S/W |
| Siefloit                | 1 ⁄2′ | W   |
| Sexquialt II            |       | W   |
| Tertzian II             |       | W   |
| Scharf IV–VI            |       | W   |
| Trechter Regal0         | 08′   | W   |

| II Oberwerk CDEFGA–c3 |      |     |
| Principal             | 08′  | S   |
| Quintadena            | 16′0 | S   |
| Rohrfloit             | 08′  | S   |
| Octav                 | 04′  | S   |
| Spitzfloit            | 04′  | S   |
| Nasat                 | 03′  | S   |
| Octav                 | 02′  | S   |
| Spielfloit            | 02′  | S   |
| Rauschpfeiff II0      |      | S   |
| Mixtur V–VI           |      | W   |
| Cimbel III            |      | W   |
| Trommet               | 08′  | S/W |
| Krummhorn             | 08′  | W   |

| Pedal CDE–d1     |      |       |
| Principal        | 16′0 | S     |
| Octav            | 08′  | S     |
| Octav            | 04′  | S     |
| Floit            | 04′  | S     |
| Nachthorn        | 02′  | W     |
| Rauschpfeiff II0 |      | (S)/W |
| Mixtur V-VI      |      | W     |
| Posaun           | 16′  | W     |
| Trommet          | 08′  | W     |
| Cornet           | 02′  | W     |

- Koppel: Schiebekoppel I/II (Wi)
- Tremulant (S/W)
- 2 bronzene Cimbelsterne (Wi), Nachtigall (W)

Anmerkungen
1. 1 2  Konisch.

S = Arp Schnitger (1688)
Wi = Wilhelmy (um 1800)
W = Kristian Wegscheider (2017)

## Technische Daten
- 34 Register, 54 Pfeifenreihen
- Windversorgung:

  - 6 Keilbälge (Schnitger)
  - Sperrventil für Pedal
  - Winddruck: 84 mmWS
- Windladen (Schnitger)
- Traktur:
  - Klaviaturen: Manuale (Wilhelmy), Pedal (Wilhelmy/Wegscheider)
  - Tontraktur: Mechanisch
  - Registertraktur: Mechanisch
- Stimmung:
  - Modifiziert mitteltönige Stimmung
  - Tonhöhe ca. 3⁄4 Ton über a1 = 440 Hz

## Aufnahmen/Tonträger
- Vollständigkeit anstrebende Diskografie.